# Otýlie Beníšková
Otýlie Beníšková, rozená Otýlie Jelínková (25. října 1882 Rakovník – 22. srpna 1967 Praha), byla česká herečka.

## Život
Pocházela ze starého divadelnického rodu Jelínků, všichni její příbuzní, rodiče i všechny tři sestry (Terezie Brzková, Marie Spurná a Hana Vojtová), její synovec a neteř jakož i její vlastní syn Karel Beníško byli herci a herečky. Její otec Vilém Karel Jelínek byl principálem vlastní herecké společnosti. Svoji hereckou kariéru začala koncem 19. století právě v divadelní společnosti svého otce. Poté vystřídala několik angažmá, mimo jiné také ve Slovenském národním divadle v Bratislavě (6 let, do roku 1939), v Národním divadle v Brně a ve Vinohradském divadle, v roce 1945 v Činohře 5. května . Nejdéle však hrála v Plzni (v letech 1906–1907 a 1907–1932). Během okupace působila v Československém rozhlase a v Divadle Uranie. Po válce prakticky až do své smrti vystupovala v Divadle D 34, pozdějším Divadle E. F. Buriana.
V českém filmu se uplatnila až ve zralém věku, mezi její nejlepší role patří výkon ve snímku Až se vrátíš... z roku 1947 nebo Chceme žít z roku 1949. V roce 1952 byla jmenována národní umělkyní.

## Citát
Vzpomínám si na zkoušky v holešovické Uranii. Tehdejší umělecký šéf prof. Mathesius nikdy si neodepřel, aby si nepřišel paní Otylku poslechnout. Bylo věru co poslouchat. Měřeno mistrovským uměním někdejší představitelky na Národním divadle Marie Hübnerové, znělo toto vyprávění jako důstojný protějšek jiným zas mistrovstvím, osobité, nádherné melodiky, něhy, humoru, smutku, moudrosti. Každou zkoušku proměnila ve velký sváteční zážitek. Když jsme jí dojatě děkovali, unikala nám do šatny, a to že prý nic, to že ten Čech to tak pěkně napsal, že ji to pokaždé znovu dojme, že se ji s námi dobře pracuje, ta Poncova hudba že se k tomu výborně hodí. 
Miloslav Jareš

## Divadelní role, výběr
- 1944 Svatopluk Čech: Ve stínu lípy, role: hostinská, Divadlo Uranie, rež. Miloslav Jareš
- 1950  K. Simonov: Cizí stín, Savatějevová, D 50
- 1950 H. Balzac, Z. Kočová: Otec Goriot, Vauquerová, D 50
- 1951 H. Balzac, Z. Kočová: Farář z Tours, baronka z Listemere, D 51
- 1952 Nazim Hikmet: Píseň o turecké zemi, Faťma, Armádní umělecké divadlo, rež. E. F. Burian

## Filmografie
- 1962 Kybernetická babička
- 1961 Procesí k panence
- 1959 Dům na Ořechovce
- 1959 Zkouška pokračuje
- 1957 Koza a lev
- 1957 Padělek
- 1956 Dalibor
- 1956 Labakan
- 1956 Legenda o lásce
- 1955 Tanková brigáda
- 1955 Zlatovláska
- 1952 Anna proletářka
- 1951 Akce B
- 1950 Temno
- 1949 Daleká cesta
- 1949 Chceme žít
- 1948 Návrat domů
- 1947 Až se vrátíš…
- 1946 Malá historie
- 1941 Jan Cimbura
- 1941 Pražský flamendr
- 1939 Ohnivé léto
- 1939 Srdce v celofánu